# Batrisodes denticollis
Batrisodes denticollis är en skalbaggsart som först beskrevs av Thomas Casey 1884.  Batrisodes denticollis ingår i släktet Batrisodes och familjen kortvingar. Inga underarter finns listade i Catalogue of Life.